# Conte di March

Stemma Gordon-Lennox

Il titolo di Conte di March è stato creato più volte sia nella parìa di Scozia che nella paria d'Inghilterra e prende il nome dalla marca, il confine, che può essere o quello fra Inghilterra e Galles, marche gallesi, o fra Inghilterra e Scozia, marche scozzesi e fu detenuto da molte grandi famiglie feudali che detennero possedimenti in quelle terre. Più tardi nel tempo il titolo assunse una dimensione puramente onoraria e cessò di contenere qualunque associazione fra il titolo in sé e il potere nelle marche.

## Il conte di March nella Scozia
Il titolo di conte di March (riferito ai confini fra Scozia e Inghilterra) risale a Gospatric, conte di Northumbria, quando re Malcolm III di Scozia gli donò le terre attorno a Dunbar. I suoi successori controllarono le Marche, ma solo saltuariamente assunsero il titolo di conti di March, preferendo quello di Dunbar. Il primo a divenire ufficialmente conte di March fu Patrick Dunbar, VIII conte di Dunbar, e l'ultimo dei suoi discendenti a detenerlo fu George Dunbar, XI conte di March, che perse titoli e terre e che morì dopo il 1457. Con la sua caduta il titolo tornò alla corona scozzese e venne ricreato per Alessandro Stuart, III duca di Alba, e alla morte di suo figlio Giovanni Stuart sia il ducato che il contado si estinsero. Successivamente il titolo venne creato ancora per Roberto Stuart, I conte di March (circa 1522 - 1586), nel 1581, e alla sua morte il titolo si estinse nuovamente.
Più di recente il contado venne ricreato nel 1697 per lord William Douglas, secondo figlio del I duca di Queensberry.

### Parìa di Scozia, prima creazione
- Gospatric
- Gospatric II
- Gospatric III
- Waltheof, IV conte di March
- Patrick, V conte di March
- Patrick Dunbar, VI conte di Dunbar
- Patrick Dunbar, VII conte di Dunbar
- Patrick Dunbar, VIII conte di March

Stemma Wemyss e March

- Patrick Dunbar, IX conte di March
- George Dunbar, X conte di March
- George Dunbar, XI conte di March

### Parìa di Scozia, seconda creazione
- Alexander Stewart
- John Stewart

### Parìa di Scozia, terza creazione
- Robert Stewart

### Parìa di Scozia, quarta creazione
- Vedi : baronetti Wemyss, poi Conti di Wemyss e March.

## Il conte di March nell'Inghilterra
I conti di March inglesi prendono il loro nome dalle marche gallesi e discendono da Ruggero Mortimer, I conte di March il quale perse il titolo quando venne giustiziato per tradimento nel 1330, tuttavia i suoi discendenti riuscirono a riottenerlo diciotto anni più tardi. Con la morte del V conte non vi erano più Mortimer discendenti da Ruggero così il titolo andò al principe Riccardo Plantageneto, III duca di York e alla sua morte andò al figlio maggiore che, salito al trono come re Edoardo IV, portò il contado nella corona. 
La successiva creazione avvenne nel 1479 per il figlio maggiore del re Edoardo IV, Edoardo e quando questi divenne re Edoardo V d'Inghilterra il contado tornò ancora alla corona. 
Il titolo venne ricreato nel 1619 per Esmé Stewart, III duca di Lennox che lo detennero fino al 1672 anno in cui morì il VI duca e sia il contado che il ducato divennero estinti.
Tre anni dopo nel 1675 il titolo venne ricreato per Charles Lennox, I duca di Richmond la cui famiglia lo detiene ancora oggi.

Stemma Mortimer

### Conti di March, prima creazione
- Ruggero Mortimer, I conte di March
- Ruggero Mortimer, II conte di March
- Edmondo Mortimer, III conte di March
- Ruggero Mortimer, IV conte di March
- Edmondo Mortimer, V conte di March
- Riccardo Plantageneto, III duca di York
- Principe Edoardo di York, poi re Edoardo IV[1].

### Conti di March, seconda creazione
- Principe Edoardo di Cornovaglia, poi re Edoardo V

### Conti di March, terza creazione
- Esmé Stewart, III duca di Lennox
- James Stewart, I duca di Richmond
- Esmè Stewart, II duca di Richmond († 1660)
- Charles Stewart, III duca di Richmond († 1672)

### Conti di March, quarta creazione
Il titolo ora appartiene, quale titolo sussidiario, ai Duchi di Richmond, il duca attualmente in carica è Charles, XI duca di Richmond, presidente della British Automobile Racing Club, suo figlio ed erede, Charles Henry Gordon-Lennox (n. 1994), noto per cortesia come Conte di March.